# اس‌تی‌اس-۶
اس‌تی‌اس-۶ ششمین مأموریت شاتل فضایی متعلق به ناسا بود که برای پرتاب توسط شاتل چلنجر برنامه‌ریزی شده‌بود تا اولین ماهواره رله‌کردن داده‌ها و رهگیری، تی‌دی‌اس‌آر-۱ را به مدار حمل نماید. ششمین مأموریت شاتل‌های فضایی با پرتاب در ۴ آپریل ۱۹۸۳ از پایگاه فضایی کندی، سکوی شماره ۳۹، آغاز و با نشتن در پایگاه هوایی ادواردز در ۹ آوریل به پایان رسید. این اولین پرواز شاتل فضایی چلنجر و نیز اولین راهپیمایی فضایی صورت گرفته با شاتل بود که با استفاده از واحد حرکتی اکستراوهیکل انجام شد.

## خدمه پروازی
| رده          | فضانورد                   | فضانورد                   |
| ------------ | ------------------------- | ------------------------- |
| فرمانده      | پاول جی. ویتز (فضانورد)   | پاول جی. ویتز (فضانورد)   |
| خلبان        | کارول جی. بابکو (فضانورد) | کارول جی. بابکو (فضانورد) |
| متخصص پرواز۱ | دونالد اچ. پیترسون        | دونالد اچ. پیترسون        |
| متخصص پرواز۲ | اف. استوری ماسگرایو       | اف. استوری ماسگرایو       |

## پارامترهای مأموریت
- جرم:
  - هنگام پرتاب مدارگرد: ۱۱۶٬۴۵۷ کیلوگرم (۲۵۶٬۷۴۴ پوند)
  - هنگام فرود مدارگرد :۸۶٬۳۳۰ کیلوگرم (۱۹۰٬۳۳۰ پوند)
  - ظرفیت ترابری دی‌اف‌آی: ۲۱٬۳۰۵ کیلوگرم (۴۶٬۹۶۹ پوند)
- حضیض : ۲۸۸ کیلومتر (۱۷۹ مایل)
- اوج : ۲۹۵ کیلومتر (۱۸۳ مایل)
- زاویهٔ شیب مدار:ل : ۲۸٫۵ درجه
- دوره تناوبی : ۹۰٫۵ دقیقه

## راهپیمایی فضایی
- ماسگرایو و پیترسون  – EVA 1
- آغاز: ۷ آپریل ۱۹۸۳، ۲۱:۰۵ یوتی‌سی
- پایان:۸ آپریل ۱۹۸۳، ۰۱:۱۵ یوتی‌سی
- مدت:۴ ساعت و ۱۰ دقیقه

## پیش‌زمینه مأموریت
این مأموریت برای ۲۰ ژانویه ۱۹۸۳ زمان‌ریزی شده بود. با کشف نشت هیدروژن از یکی از موتورهای اصلی پرتاب به تاخیر افتاد. در روز ۲۵ ژانویه و در طی یکی از آزمایش‌های آمادگی، خطوط شکستگی بر روی بدنه هر دو موتور کشف شد. برای همین موتورهای مدارگرد را با موتورهای جدید جایگزین کردند.
در زمان تعمیر موتورها، طوفان شدیدی باعث ایجادآلودگی در یکی از محموله‌های شاتل، ماهواره رله‌کردن داده‌ها و رهگیری، تی‌دی‌اس‌آر-۱ شد. در نتیجه این حادثه، ماهواره برای بررسی صحت عملکرد به تاسیسات بررسی‌کننده عودت داده شد تا تمیزشده و مجدد بررسی شود. اتاقی که محل محموله در مرکز فضایی نیز بود مورد بازرسی و تمیزکاری قرار گرفت.

## خلاصه مأموریت
در ۴ آپریل ۱۹۸۳، مأموریت اس‌تی‌اس-۶ که اولین مأموریت شاتل چلنجر بود در ساعت ۱۳:۳۰ به وقت شرقی آمریکا به فضا پرتاب شد. این اولین استفاده از تانکر خارجی شاتل فضایی بود که دارای وزن کمتری بود. همچنین اولین پرتاب فشاردهنده سوخت جامد سبک وزن نیز بود.
اس‌تی‌اس-۶چهار خدمه را با خود حمل می‌کرد، پاول جی. ویتز فرمانده پرواز، کارول جی. بابکو خلبان، دونالد اچ. پیترسون و اف. استوری ماسگرایو که هردو متخصص بودند. لباس‌های فضایی که دارای طراحی جدید بودند. ماسگرایو و پیترسون هردو توانستند تا فعالیت‌های فضایی خود (اولین راهپیمایی فضایی و آزمایش بخش محموله) را با موفقیت به انجام برسانند. راهپیمایی فضایی این دو ۴ ساعت و ۱۷ دقیقه به طول انجامید.
اگرچه ماهواره ۲۵۰۰ کیلویی تی‌دی‌اس‌آر توسط چلنجر به درستی در فضا مستقر شد، اما فشاردهنده‌های دو مرحله‌ایی این ماهواره در رساندن این ماهواره به مدارها فوقانی جو ناکام ماندند. خوشبختانه خود ماهواره دارای موتورهای پیشران بودن که تواستند تا ظرف چند ماه و با یک برنامه دقیق خود را به مدار زمین‌همگام برساند و ماهواره ۱۰۰ میلیون دلاری را نجات دهد. محموله دیگر اس‌تی‌اس-۶ سه ماهواره کوچک بود.
چلنجر در ۹ آپریل ۱۹۸۲ و در ساعت ۱۰:۵۳ به وقت پاسفیک، در باند ۲۲ پایگاه فضایی ادوارد به زمین نشست. این مأموریت با ۸۰ بار دوران به دور زمین، طی بیش از ۳ میلیون کیلومتردر فضا در ۴ روز و ۲۳ دقیقه و ۴۲ ثانیه به پایان رسید. این مدارگرد در ۱۶ آپریل همان سال به مرکز فضایی کندی بازگشت.

## نگارخانه

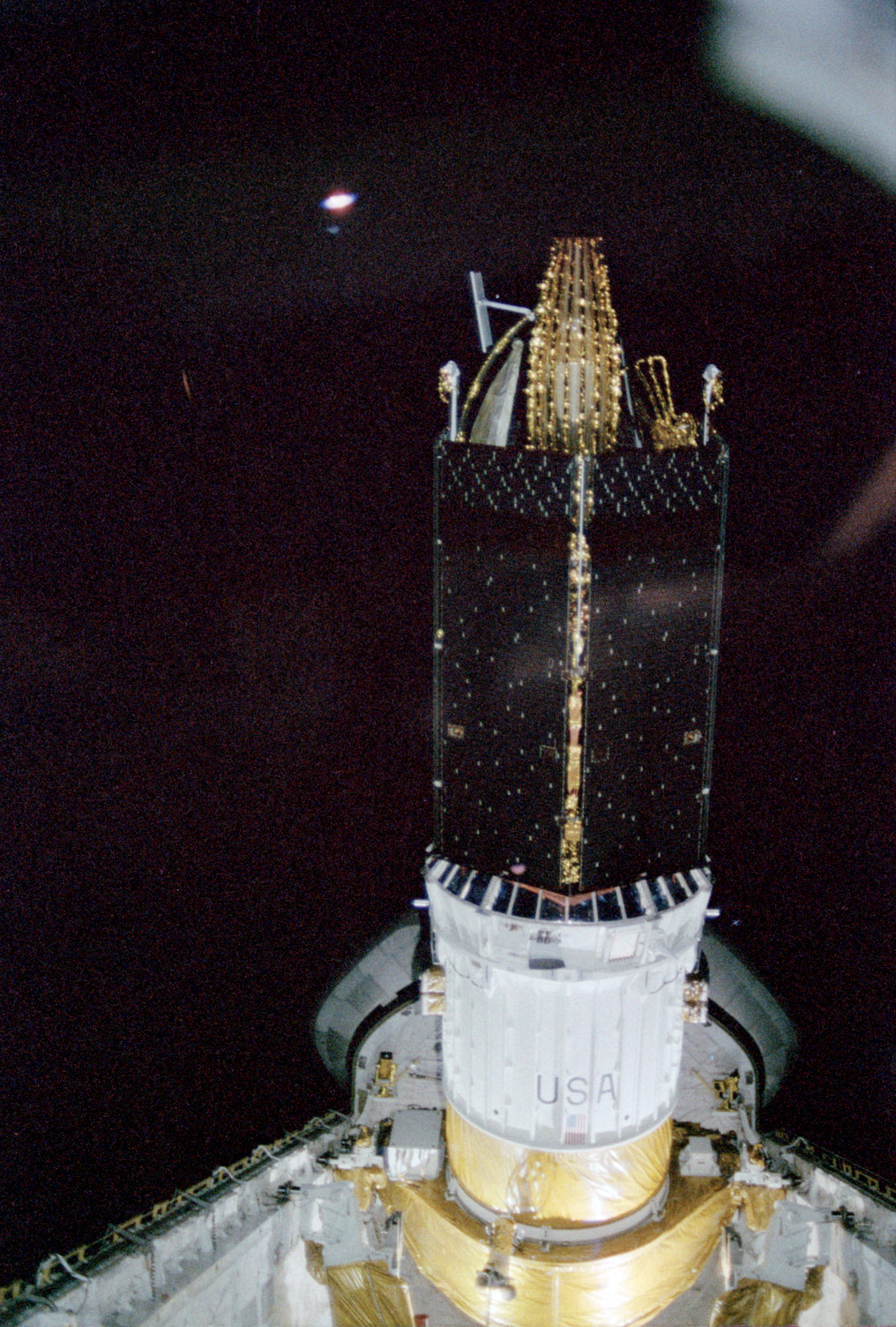
ماهواره تی‌دی‌اس‌آر مستقر می‌شود
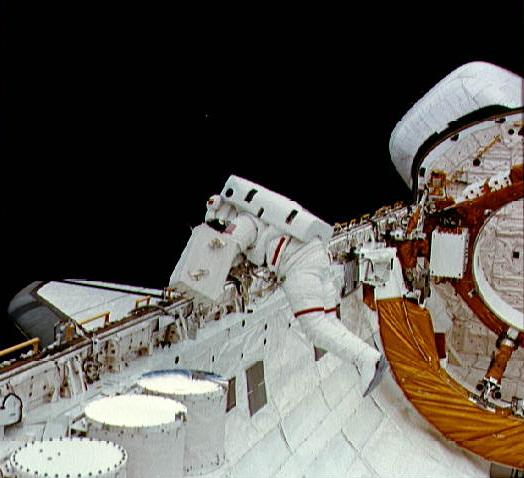
ماسگرایو در حین انجام عملیات راهپیمایی فضایی.
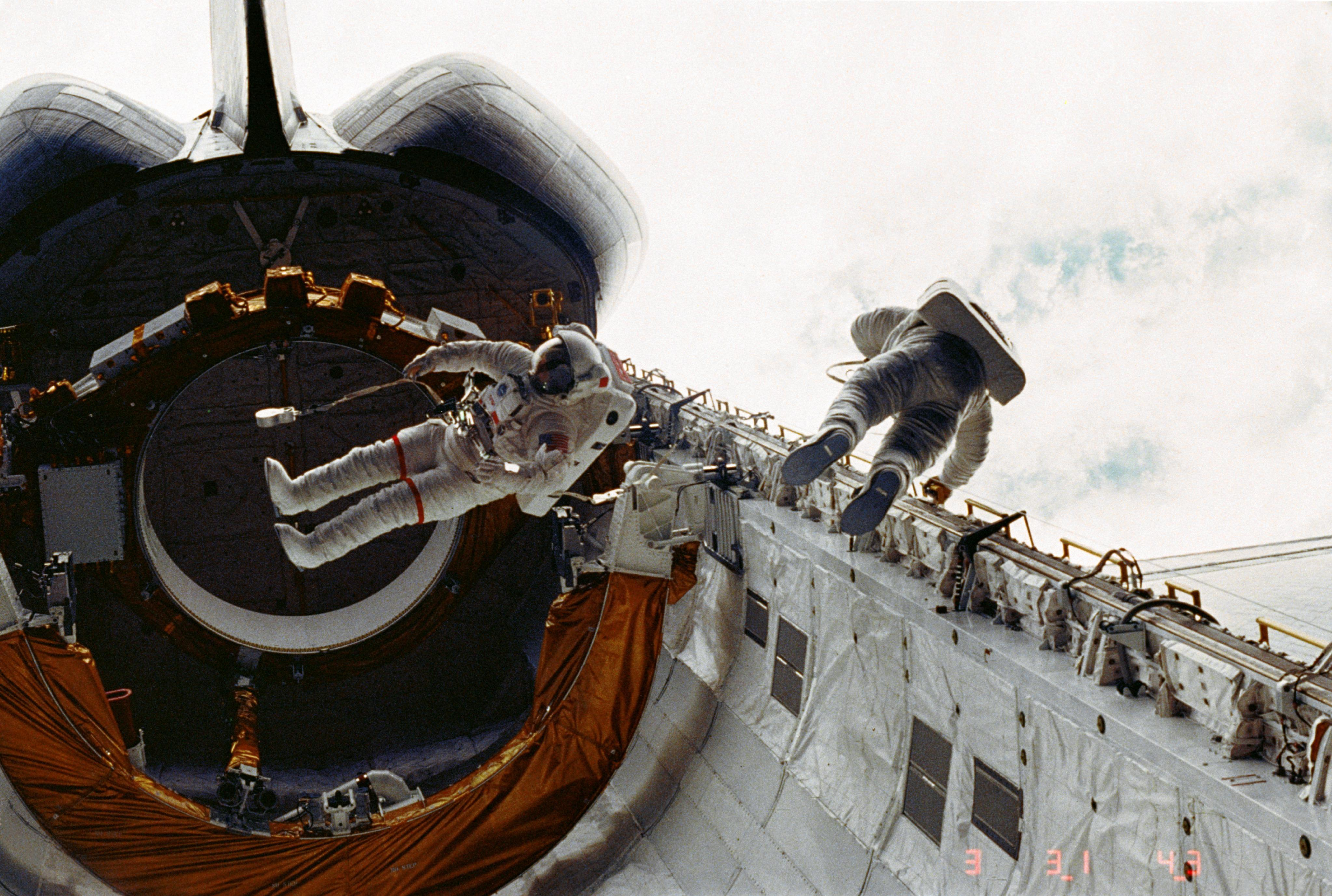
ماسگرایو، چپ، و پیترسون غوطه‌ور محل بار در چلنجر در حین فعالیت‌های فضایی .

## نشان مأموریت
شکل شش ضلعی که دربرگیرنده نماد شاتل و مرسوله‌اش است نشان این مأموریت بود. بر روی اضلاع این شش ضلعی، نام مدارگرد،فضانوردان و نیز شماره پروازی قید شده‌است.

## زنگ بیدارباش
ناسا که از برنامه جمینی شروع به پخش آهنگ‌های قدیمی در طول پرواز می‌کرد تا فضانوردان را در طول پرواز آپولو ۱۵ را بیدار کند
هر تک-آهنگ به‌طور مخصوصی انتخاب شده بود، این انتخاب غالباً توسط فضانوردان انجام شده بود و معمولاً معنی خاصی برای خدمه داشت.
| روز نخست  | آهنگ                  | خواننده/ترانه‌سرا               |
| --------- | --------------------- | ------------------------------ |
| روز دوم   | "رژه دانشجویان افسری" | گروه موسیقی آکادمی نیروی هوایی |
| روز سوم   | "ببر بمن بیاموز"      | آپریل استیونز                  |
| روز چهارم | "آهنگی از اف-تروپ"    |                                |
| روز پنجم  | "کمک‌خلبان بیچاره"     | اسکار براند                    |
| روز ششم   | "غزلی برای شیرها"     | راستی گوردن                    |

## پیوند
- داده‌های مأموریت اس‌تی‌اس-۶
- جزییات مأموریت اس‌تی‌اس-۶
- اس‌تی‌اس-۶ نکات برجسته ویدئویی